# Skarbiszów
Skarbiszów (deutsch Karbischau) ist eine Ortschaft in Oberschlesien. Das Dorf liegt in der Gemeinde Dambrau (Dąbrowa) im Powiat Opolski (Kreis Oppeln) in der Woiwodschaft Oppeln in Polen.

## Geographie

### Geographische Lage
Skarbiszów liegt im Westen der historischen Region Oberschlesien. Das Straßendorf liegt etwa fünf Kilometer sördlich vom Gemeindesitz Dambrau und dreizehn Kilometer nordwestlich von der Kreisstadt und Woiwodschaftshauptstadt Opole (Oppeln). Skarbiszów liegt in der Nizina Śląska (Schlesische Tiefebene) innerhalb der Równina Niemodlińska (Falkenberger Ebene). Durch das Dorf verläuft die Landesstraße Droga krajowa 94.

### Nachbarorte
Nachbarorte von Skarbiszów sind im Nordwesten Borkowice (Borkwitz), im Nordosten Narok (Norok), im Südosten Karczów (Schönwitz) und im Süden Ciepielowice (Scheppelwitz).

## Geschichte

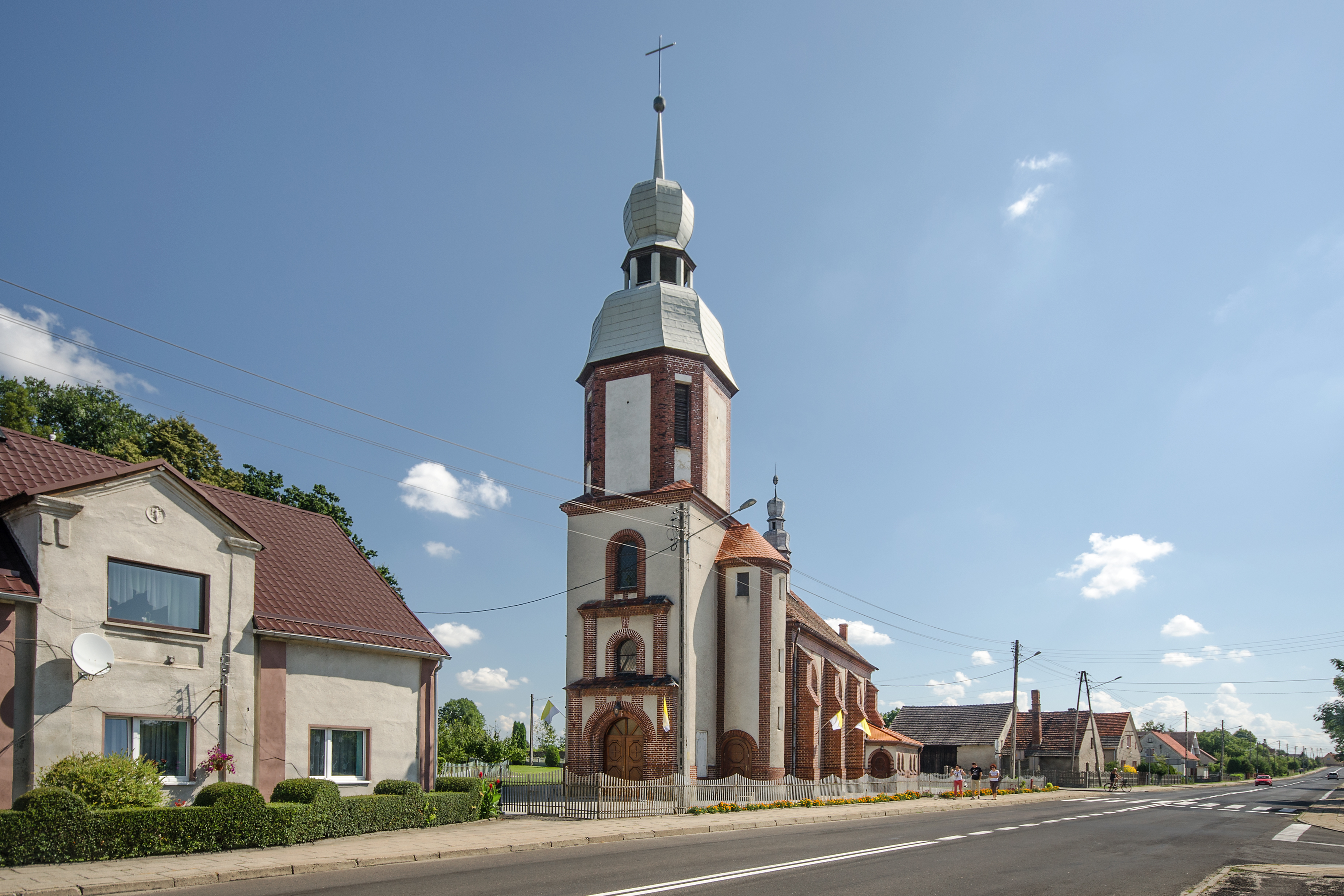
Kirche St. Katharina

Die Gegend rund um Karbischau war bereits zu vorchristlicher Zeit besiedelt. Archäologische Funde, darunter Beile, und Gefäßscherben, beweisen eine Besiedlung rund um Karbischau zu germanischer Zeit. Das Dorf wurde 1350 erstmals als Karbschaw urkundlich erwähnt. Vermutlich wurde der Ort bereits Ende des 13. Jahrhunderts zu deutschem Recht ausgesetzt. 1411 wurde der Ort als Karbischaw erwähnt. Im Jahr 1447 wird im Ort eine Holzkirche erwähnt, die der heiligen Katharina geweiht war.
Nach dem Ersten Schlesischen Krieg 1742 fiel Karbischau mit dem größten Teil Schlesiens an Preußen.
Nach der Neuorganisation der Provinz Schlesien gehörte die Landgemeinde Karbischau ab 1818 zum Landkreis Falkenberg O.S. im Regierungsbezirk Oppeln. 1845 bestanden im Dorf das Schloss der Familie v. Wichelhaus, zwei Vorwerke, eine katholische Kirche, eine katholische Schule, eine Brennerei, eine Brauerei, eine Bleiche und 91 Häuser. Im gleichen Jahr lebten in Karbischau 624 Menschen, davon 66 evangelisch. 1855 lebten 664 Menschen im Ort. 1865 zählte das Dorf einen Schulzenhof, elf Bauern, 27 Gärtner und 14 Häusler. 1874 wurde der Amtsbezirk Norok gegründet, welcher aus den Landgemeinden Karbischau, Niewodnik und Norok und den Gutsbezirken Karbischau, Niewodnik und Norok bestand. 1885 zählte Karbischau 578 Einwohner.
1910 erfolgte der Neubau der heutigen Kirche St. Katharina unter dem Patronat von Otto v. Wichelhaus. 1933 lebten 675 Menschen in Karbischau. 1935 erhielt das Dorf ein neues Schulgebäude mit drei Klassen. 1939 lebten 651 Menschen im Ort. Bis Kriegsende 1945 gehörte der Ort zum Landkreis Falkenberg O.S.
Im Frühjahr 1945 fanden teils heftige Kämpfe rund um das Dorf herum statt. Bei den Kampfhandlungen wurden mehrere Gebäude im Ort zerstört, darunter das Schloss, die Försterei und sieben Wohnhäuser. Kurz darauf rückte die Rote Armee im Dorf ein. Danach kam der bisher deutsche Ort unter polnische Verwaltung und wurde in Skarbiszów umbenannt und der Gmina Dąbrowa angeschlossen. 1950 kam der Ort zur Woiwodschaft Oppeln. 1999 kam der Ort zum wiedergegründeten Powiat Opolski.

## Sehenswürdigkeiten
- Die römisch-katholische Kirche St. Katharina wurde 1910 unter dem Patronat von Otto v. Wichelhaus erbaut. Bereits seit dem 14. Jahrhundert bestand im Ort eine hölzerne Kirche.[2]
- Reste des Denkmals für die Gefallenen Soldaten des Ersten Weltkriegs